# Faly Ndaw
Faly Ndaw (7 agosto 1999) è un calciatore senegalese, centrocampista dello Jamono Fatick.

## Caratteristiche tecniche
È un trequartista.

## Carriera

### Club
Ha giocato nella prima divisione senegalese (che ha vinto nella stagione 2019-2020) con il Teungueth, con cui in seguito ha poi anche giocato 7 partite nella CAF Champions League 2020-2021.

### Nazionale
Con la nazionale Under-20 senegalese ha preso parte alla Coppa delle Nazioni Africane Under-20 ed al campionato mondiale di calcio Under-20 2019.

## Palmarès

### Club

#### Competizioni nazionali
- Campionato senegalese: 1

Teungueth: 2019-2020